# Празеодимтридекабериллий
Празеодимтридекабериллий — бинарное неорганическое соединение
празеодима и бериллия
с формулой Be13Pr,
кристаллы.

## Получение
- Сплавление стехиометрических количеств чистых веществ:

{\displaystyle {\mathsf {Pr+13Be\ {\xrightarrow {T}}\ Be_{13}Pr}}}
- Восстановление оксида празеодима(III) металлическим бериллием[1]:

{\displaystyle {\mathsf {Pr_{2}O_{3}+32Be\ {\xrightarrow {T}}\ 2Be_{13}Pr+6BeO}}}

## Физические свойства
Празеодимтридекабериллий образует кристаллы
кубической сингонии,
пространственная группа F m3c,
параметры ячейки a = 1,0367÷1,0398 нм, Z = 8,
структура типа натрийтридекацинка NaZn13
.
Соединение имеет переменный состав, о чём свидетельствует разброс в значениях параметров ячейки.
Является ванфлековским парамагнетиком
.